# Ādolfs Skulte
Ādolfs Skulte (Kiev, 28 oktober 1909 - Riga, 20 maart 2000) was een Letse componist van klassieke muziek en werkte daarnaast als muziekpedagoog.

## Leven
Skulte stamde uit een kosmopolitisch milieu. Zijn vader Pēteris Skulte (1875-1967) was aannemer en werkte ook ver buiten Letland dat toen nog tot het Russische Rijk behoorde. Skulte sr. trouwde met de Italiaanse Victoria Rizzolatti. Ādolfs werd geboren in Kiev, waar zijn vader op dat moment werkzaam was. Pas in 1921 vestigde het gezin zich in Riga. De jonge Ādolfs bezocht het Eerste Stedelijk Gymnasium van de Letse hoofdstad en schreef zich aansluitend (1928) in aan de universiteit van Riga, waar hij aan een ingenieursopleiding begon. Vanaf 1930 studeerde hij ook aan het Lets Nationaal Conservatorium en een jaar later brak hij zijn technische studies af om zich verder geheel aan de muziek te wijden. Aan het conservatorium werd Jāzeps Vītols zijn compositieleraar, bij wie hij in 1936 afstudeerde. Skulte zou het conservatorium niet meer verlaten. Direct na zijn examen werd hij aangesteld als docent aan dit instituut. Van 1948 tot 1955 en opnieuw van 1957 tot 1972 doceerde hij compositie aan het intussen naar Vītols vernoemde conservatorium. In 1952 werd hij er benoemd tot professor en in die hoedanigheid zou hij tot zijn dood werkzaam blijven. Skulte was zo betrokken bij de vorming van een hele generatie Letse componisten, onder wie Ģederts Ramans (1927–1999), Artūrs Grīnups (1931–1989), Vilnis Šmīdbergs (1944), Romualds Kalsons (1936), Romualds Grīnblats (1930–1995), Imants Kalniņš (1941), Mārtiņš Brauns (1951) en Imants Zemzaris (1951).

## Werken
Ādolfs Skulte vond tussen zijn pedagogische activiteiten voldoende tijd voor het schrijven van een uitgebreid oeuvre in vrijwel alle genres. Zijn stijl was gematigd modern en sloot aan bij de Scandinavische muziek uit de eerste helft van de twintigste eeuw, maar ook bij het impressionisme. Die stijl veranderde niet wezenlijk in de bijna zeventig jaar dat hij als componist actief was. Skulte schreef ook muziek die de Sovjet-bezetters welgevallig was, zoals het lied Mūsu kolhozs (Onze kolchoze) uit 1949 en de cantate Mums viena partija (Slechts één partij voor ons) uit 1961.
Orkestwerken
- Negen symfonieën (1954, 1959, 1963, 1965, 1974, 1976, 1981, 1984, 1987)
- Viļņi (De Golven), symfonisch gedicht (1934)
- Rainis, filmmuziek (1949)
- Brīvības sakta (De Vrijheidsspeld, ballet) (1954)
- Horeogrāfiskā poēma (Choreografisch gedicht) (1957)
- Ārija (1999)

Opera
- Princese Gundega (Prinses Gundega) (1971)
- Eža kažociņš (De jas van de egel) (1979)
- Pasaka par muļķa pelēnu (De fabel van de domme muis), kinderopera (1984)

Kamermuziek
- Strijkkwartet (1939)
- Novele voor fluit en piano (1960)
- Toccatina voor violen-ensemble (1964)

Koorwerken
- Varavīksne tiltu slēja (De regenboog bouwde de brug) (1949)
- Rīga (cantate) (1951)
- Dainu tēvs (Volksliedvader) (1984)

Overig
- Liederen
- Pianomuziek

## Weblink
- Website van het Letse Muziek Informatie Centrum (Latvijas Mūzikas Informācijas Centrs)

- Bibliothèque nationale de France: cb148293653 (data)
- CiNii: DA14228040
- Gemeinsame Normdatei: 1031349308
- International Standard Name Identifier: 0000 0003 8516 8111
- Library of Congress Control Number: n85031336
- Nationale Bibliotheek van Letland: 000035167
- MusicBrainz: be18c90a-adee-40a4-9bff-216839135780
- Nationale Bibliotheek van Israël: 987007404145805171
- Nationale Bibliotheek van Polen: a0000002578021
- Virtual International Authority File: 52115330
- WorldCat: E39PBJrWDq6tCfxPjMBThwmjmd